# Гацьківка
Га́цьківка (раніше — Гацьківка Друга) — село в Україні, у Новоборівській селищній територіальній громаді Житомирського району Житомирської області. Чисельність населення становить 221 особу (2001).

## Населення
Відповідно до результатів перепису населення СРСР, кількість населення станом на 12 січня 1989 року становила 251 особу. Станом на 5 грудня 2001 року, відповідно до перепису населення України, кількість мешканців села становила 221 особу, з них 97,29 % зазначили рідною українську мову, 2,26 % — російську, а 0,45 % — білоруську.

## Історія
На обліку населених пунктів з 1952 року як бригада колгоспу імені Шевченка Гацьківської сільської ради Володарсько-Волинського району Житомирської області. 11 серпня 1954 року, внаслідок об'єднання сільських рад, підпорядковане Ягодинській сільській раді. Тоді ж (у 1954 році) отримала назву Гацьківка Друга через розташування на території однієї сільської ради двох сіл з однаковою назвою. 5 березня 1959 року, відповідно до рішення Житомирського облвиконкому № 161 «Про ліквідацію та зміну адміністративно-територіального поділу окремих рад області», підпорядковане Кропивнянській сільській раді Володарсько-Волинського району. 30 грудня 1962 року, в складі сільської ради, увійшло до Черняхівського району Житомирської області, 8 грудня 1966 року повернуте до складу відновленого Володарсько-Волинського району.
10 серпня 2015 року село включене до складу новоутвореної Новоборівської селищної територіальної громади Володарсько-Волинського (згодом — Хорошівський) району Житомирської області. Від 19 липня 2020 року, разом з громадою, в складі новоутвореного Житомирського району Житомирської області.